# Нагрудный знак «Основной знак за участие в атаке»
Нагрудный знак «Основной знак за участие в атаке» (нем. Allgemeine Sturmabzeichen) был учреждён 1 января 1940 г. по приказу генерал-полковника Браухича, награждение производилось в течение Второй мировой войны. Нагрудный знак вручался солдатам, унтер-офицерам и офицерам, принимавшим участие в наступательных операциях, но не служившим в пехоте и, следовательно, не имевшим права получить Нагрудный штурмовой пехотный знак. Как правило, это были военнослужащие инженерных войск, артиллерии, кавалерии, противотанковых войск и войск противовоздушной обороны. Этой наградой отмечался также медперсонал, получивший ранение на поле боя. Награждение происходило и в ряде исключительных случаев. Так, например, за единоличное уничтожение восьми танков противника, либо другой бронетехники до учреждения в марте 1942 г. особого Нагрудного знака за лично уничтоженные танки.

## Вручение и ношение награды
Знак вручался в бумажном или целлофановом конверте с указанием его наименования. К нему прилагался обычный набор документов, причина же награждения не указывалась. Носить знак полагалось с левой стороны сразу под Железным крестом I-го класса или иной подобной ему наградой.
Знак вручался:
- при условии невозможности наградить Нагрудным штурмовым пехотным знаком;
- за участие в трёх атаках в трёх отдельных случаях;
- за участие в трёх и более атаках, не связанных с непосредственным вооружённым столкновением в трёх отдельных случаях;
- за ранение, полученное в итоге выполнения 1-го и 2-го требований;
- за получение какой-либо иной награды в итоге выполнения 1-го и 2-го требований.

Вариант награды в бронзе вручался за выполнение тех же условий но при использовании моторизованных частей.
В итоге ведения дальнейших боевых действий, высшее военное командование столкнулось с необходимостью введения более высокой степени данной награды, и 6 июня 1943 г. были утверждены четыре новых её степени (25-й, 50-й, 75-й и 100-й классы).
Награждение знаками с номерными табличками осуществлялось на основе тех же условий, что и для обычной награды. Однако первенство отдавалось ветеранам, прошедшим школу войны на Восточном фронте. Следует заметить, что награда, создававшаяся как боевая, со временем стала выдаваться и за выслугу времени. В итоге получение этих соответствующих нагрудных знаков стало возможным за:
- восемь месяцев службы, приравненных к 10 атакам;
- двенадцать месяцев службы, приравненных к 15 атакам;
- пятнадцать месяцев службы, приравненных к 25 атакам.

## Описание награды
Работы по выполнению эскиза Нагрудного знака были проведены берлинской фирмой Эрнста Пикхауза.
Знак представляет собою диск овальной формы размерами 53×42 мм и толщиною 6 мм. Награда по краю обрамлена венком дубовых листьев, по пять с каждой стороны. В нижней трети знака изображены перекрещенные ручная граната и штык. В центре помещается орёл, сжимающий в когтях свастику.
В зависимости от способа изготовления награда может быть цельнолитой либо пустотелой. Следует отметить, что материал, который шёл на изготовление знака, не всегда отвечал качественным показателям, вследствие чего награда с течением времени могла приобрести небрежный вид.
Нагрудные знаки 25-го и 50-го классов были похожи по стилю, внешнему виду и устройству. Эта награда отличается от вышеприведённой большими размерами — 58×48 мм с шириной венка 7 мм, причём венок был посеребрён, а орёл и ручная граната подчернены. В нижней части венка расположена табличка, имеющая размер 10×8 мм, с надписью «25» или «50» в зависимости от класса награды.

## Современный статус награды
После окончания войны, в Западной Германии, в июле 1957 г. был принят закон, позволяющий ношение данной награды участникам войны, правда, лишённой изображения нацистской символики.